# Площадь Свободы (Вологда)
Пло́щадь Свобо́ды — площадь Вологды. Расположена на пересечении улицы Мира и проспекта Победы.

## История
В годовщину Октябрьской революции, 16 октября 1918, решением Вологодского городского совета депутатов трудящихся Гостинодворская площадь была переименована в площадь Свободы.